# Austin-Healey 3000
Austin-Healey 3000 – sportowy samochód osobowy marki Austin-Healey produkowany w latach 1959−1967 przez przedsiębiorstwo British Motor Corporation (od 1966 roku – British Motor Holdings), następca modelu 100. Dostępny był wyłącznie jako 2-drzwiowy roadster, montażem nadwozia zajmował się Jensen Motors. Do napędu służył silnik R6 o pojemności 2,9 litra i mocy maksymalnej od 126 do 150 KM (w zależności od wersji). Moment obrotowy przenoszony był na oś tylną 4-biegową manualną skrzynię biegów. Nazwa modelu pochodziła od zaokrąglonej wartości pojemności skokowej silnika. Samochód występował w konfiguracji 2- lub 4-miejscowej, przez okres produkcji powstały trzy generacje modeli (Mark I-III).
Łącznie powstało 42 926 egzemplarzy modelu.

## Dane techniczne

### Silnik
- R6 2,9 l (2912 cm³), 2 zawory na cylinder, OHV
- Układ zasilania: dwa gaźniki
- Średnica cylindra × skok tłoka: 83,36 mm × 88,90 mm
- Stopień sprężania: 9,0:1
- Moc maksymalna: 126-150 KM (92,5-110 kW) przy 4600 (5250) obr./min
- Maksymalny moment obrotowy: 220-234 Nm przy 2700 (3000) obr./min

### Osiągi (1960)
Źródło:
- Przyspieszenie 0-100 km/h: 11,7 s
- Prędkość maksymalna: 185 km/h
- Średnie zużycie paliwa: 13,1 l / 100 km

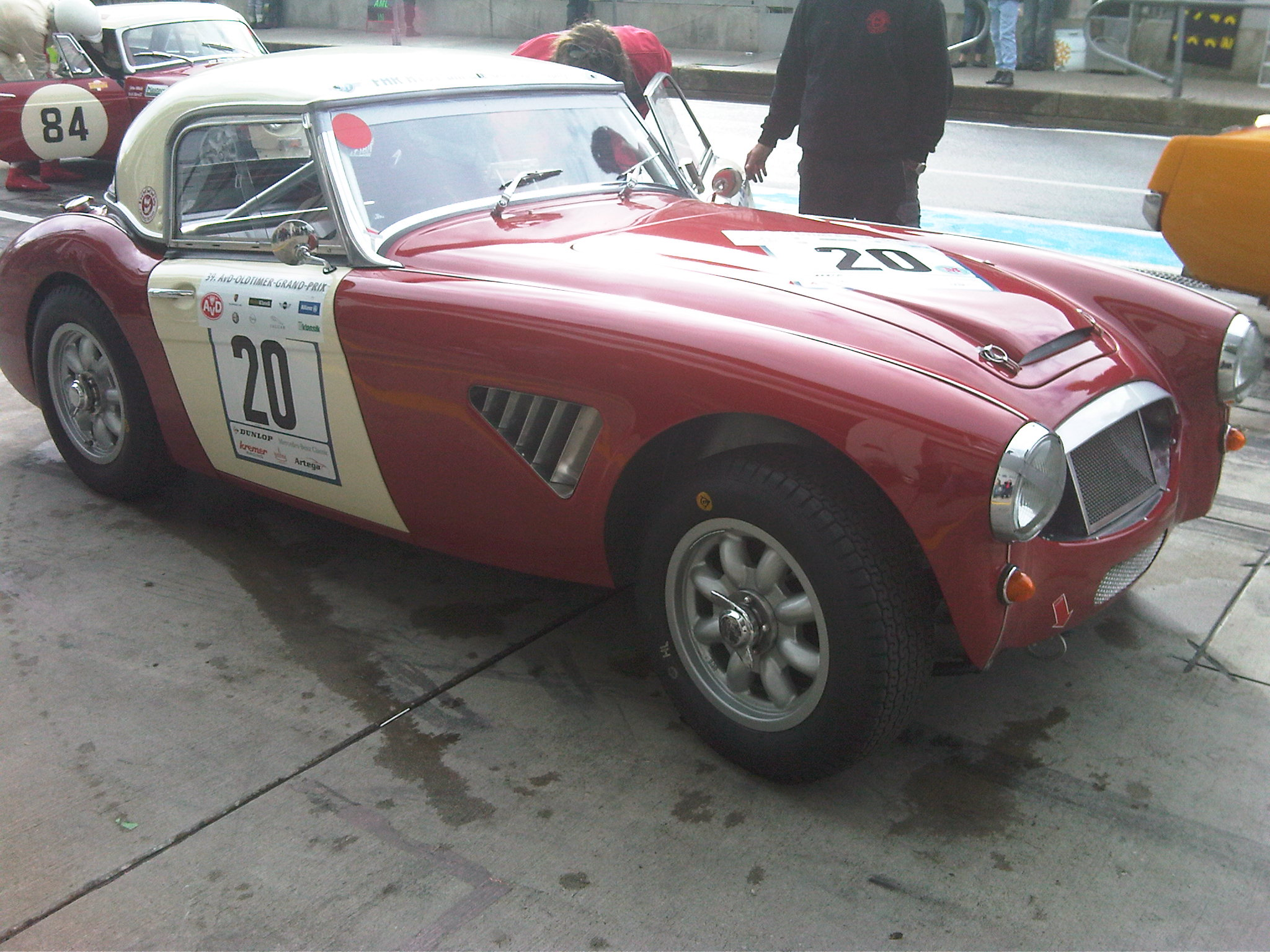
Austin-Healey 3000 Mk I z 1959 roku
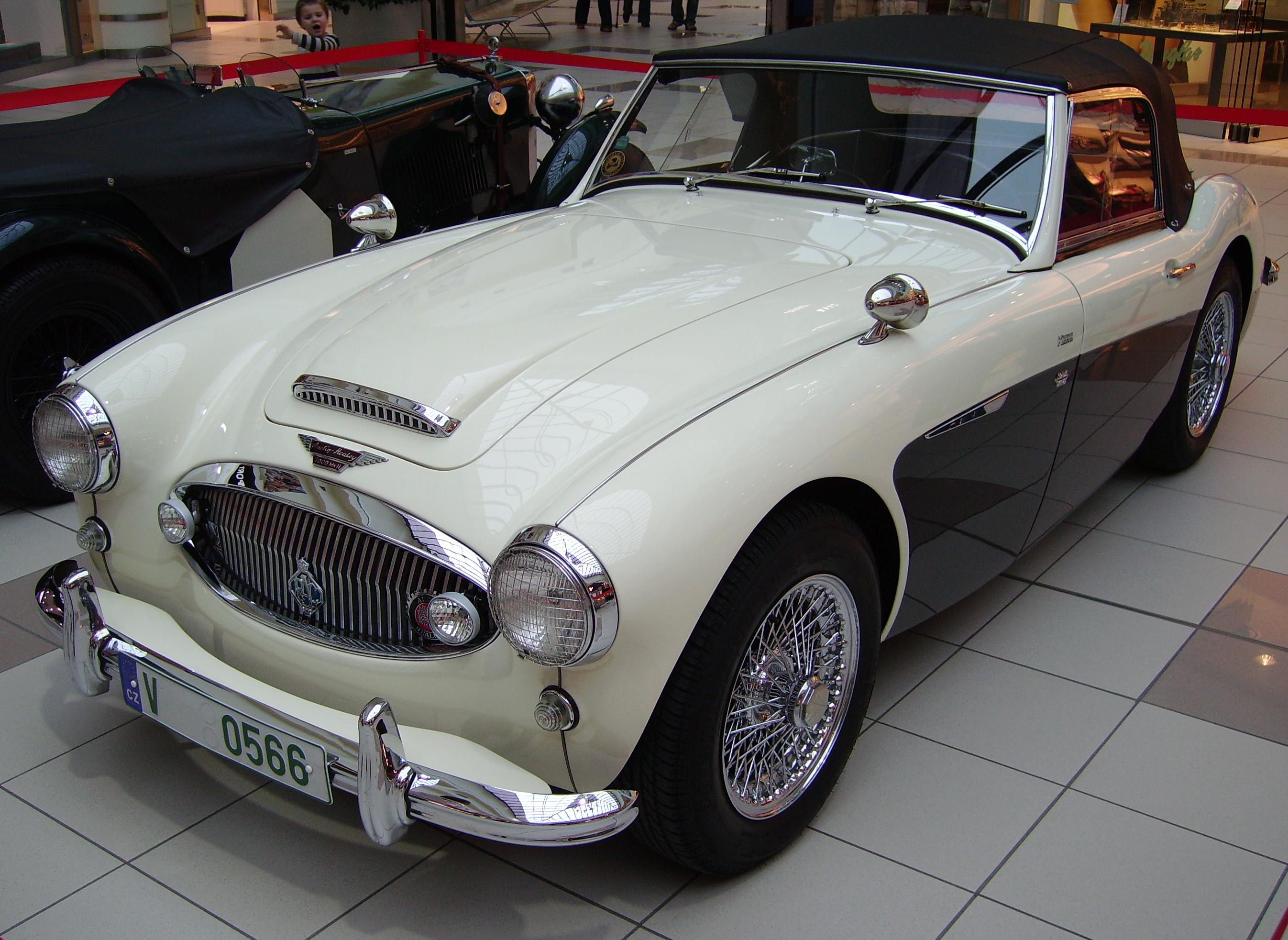
Austin-Healey 3000 Mk II z 1961 roku
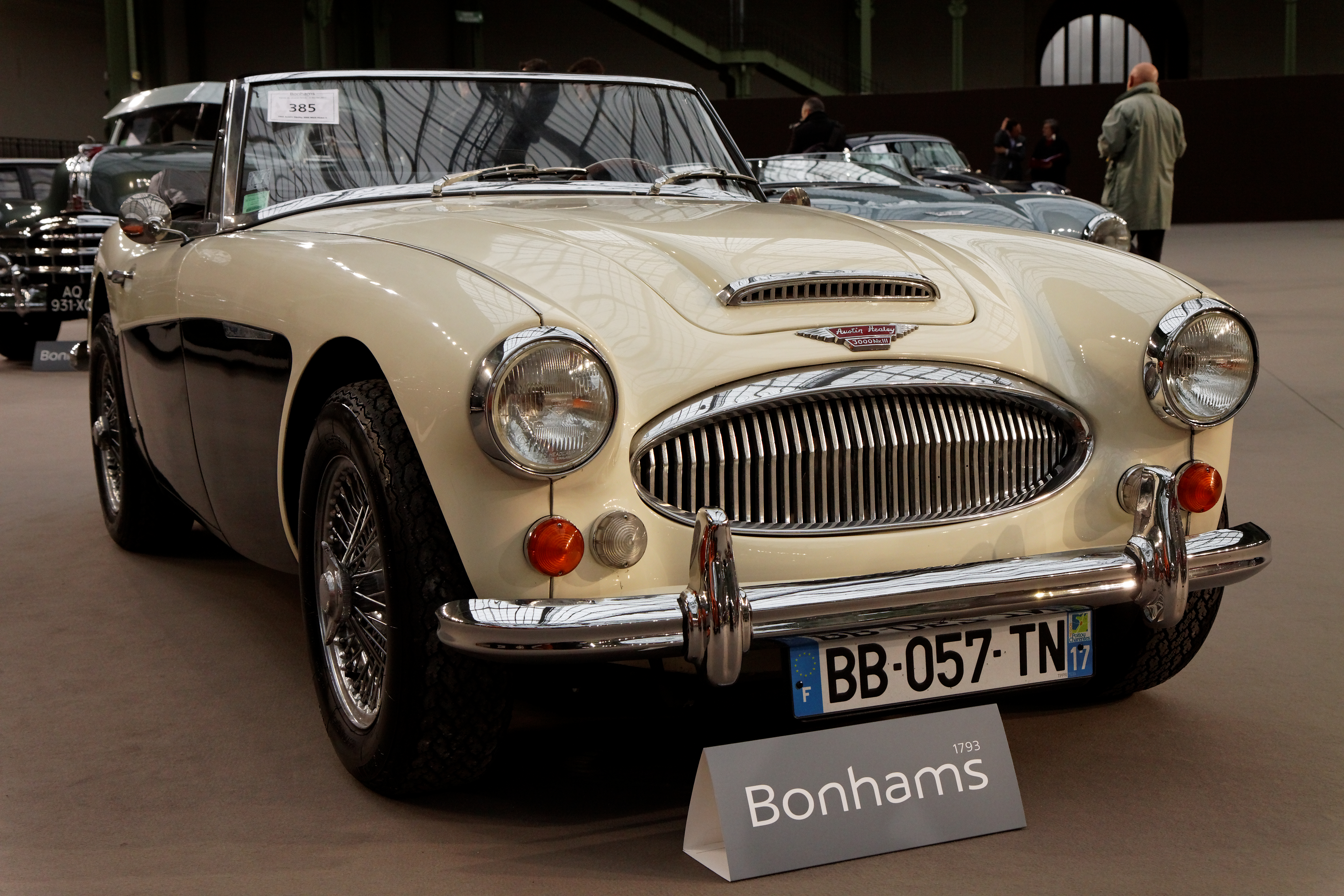
Austin-Healey 3000 Mk III z 1966 roku
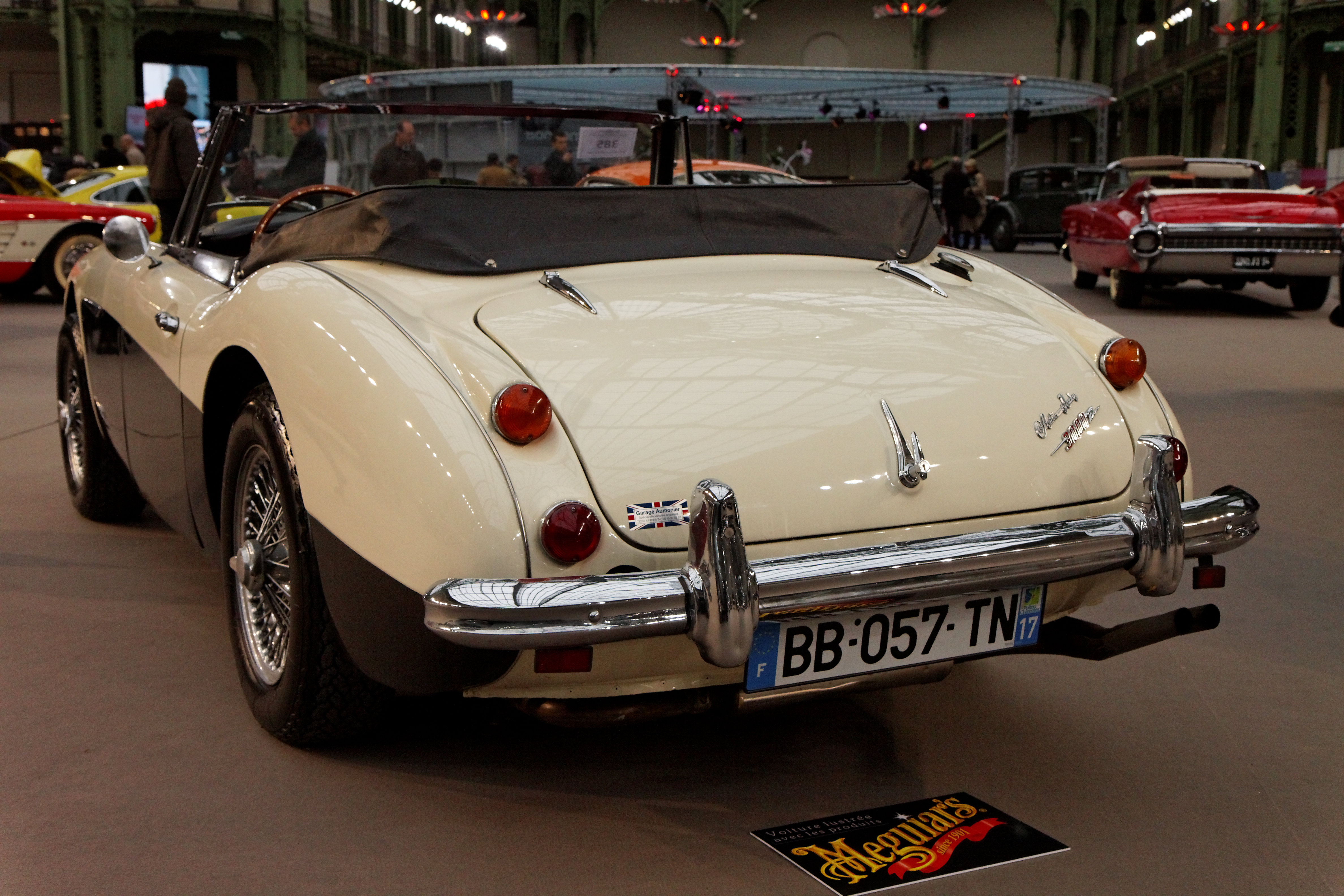
Austin-Healey 3000 Mk III z 1966 roku